# Kamalasíla
Kamalasíla (legaktívabb évek: 740–795) indiai buddhista tudós, a Nálanda egyetem tanítója, aki Triszong Decen tibeti király felkérését követően elkísérte Tibetbe Sántaraksitát (725–788).

## Hagyományvonal
Dargyay, et al. (1977, 1998: p. 7) beszámol egy hagyományátadási vonalról, amelyen keresztül Indiából áthagyományozódott Tibetbe a Síla, a Szútrajána Buddha-vacsana és a hat Páramitá (főleg Nágárdzsuna mahájána tanításain keresztül) fordításait (a pandita ebben az összefüggésben azt jelenti, hogy szanszkrit tudós):
|  | „Ismeretes a Sántaraksita, Kamalasíla és tanítványa, Je-sesz-dbang-po, által fémjelzett indiai panditák egy csoportja. Ezek a tudósok mind a madhjamaka iskola védelmezői voltak, amely Nágárdzsuna tanításaira épült. Elsősorban azonban a buddhista etika (síla) tíz alapelvét tanították, illetve a mahájána kanonikus szútrák alapján készült tanítások összefoglalóját, valamint a hat páramitá erényes működését. Elméletileg ezek a gyakorlatok, egy látszólag végtelen folyamat eredményeképpen, magasabb intellektuális képességekhez vezetnek, amelyek végén elérhető a buddhaság. Ez a trend tovább fokozódott a szamjei vita után, amely 792 és 794 között zajlott. A vita pontos kimeneteléről a mai napig megoszlanak a vélemények.” |
|  | |

## Vitaverseny a Szamje kolostorban
793-ban Triszong Decen tibeti király azon a véleményen volt, hogy Mohejan, csan szerzetes, nem helyesen ismeri a dharmát (buddhista tanítások, ahogy a valóság van). Miután Mohejan támogatói hevesen tiltakoztak ez ellen, az uralkodó úgy döntött, hogy tartsanak egy nagyszabású vitaversenyt. Annak ellenére, hogy az eseményt a fővárostól távol található Szamje kolostorban tartották, úgy maradt fent az utókor számára, hogy „a lhászai tanácskozás”. Kamalasíla képviselte a vadzsrajána tanokat, Mohejan pedig a csan buddhizmus keleti-hegy tanait. A legtöbb tibeti forrás szerint Kamalasíla győzelmével végződött a verseny (sok kínai forrás szerint viszont Mohejan győzött), Mohejannak el kellett hagynia az ország területét, és királyi rendelet után a hirtelen megvilágosodásról szóló összes szöveget összegyűjtötték és elégették. A tibeti buddhizmus történetének sarkalatos pontja volt ez, hiszen ezután a késő indiai modellt követték és csak kevés kínai hatás szivárgott be az irányzatba.

### A csam tánc
Létezik egy csam tánc, amely a csöd tanításokkal kapcsolatosan elmeséli a lhászai tanácskozás történéseit. Mohejant általában sok gyermek gyűrűjében ábrázolják. A csöd a buddhizmus indiai és a kínai formája, ahogy a Himalájába érkezve felvette sajátos jegyeit.
Leegyszerűsítve a vadzsrajána a „fokozatossággal” (tibeti: rim gyisz 'dzsug pa, kínai: tun-vu), míg a csan a „közvetlennel” jellemezhető (tibeti: csig csar gyi 'dzsug pa; kínai: csian-vu). Ez természetesen csak abban a történelmi szövegkörnyezetben értelmezhető, amely Kamalasíla és Mohejan vitájára vonatkozik.
A tibeti kulturális hagyományok szerint Kamalasíla a megvilágosodáshoz vezető fokozatos utat hirdette, míg Mohejan úgy vélte, hogy a tudat azonnali módon is elérheti a megvilágosodást. A vita történelmi tényét kétségbe vonta Tucci & Heissig (1970), Gomez (1983) és Ruegg (1992). Ez azonban nem csökkenti a jelentőségét a tibeti vallás és kultúra meghatározásában.

## Művei

### A meditáció szakaszai(bhávanákrama)trilógia
Kamalasíla három szövegének is az a címe, hogy Bhávanákrama (A meditáció szakaszai), amely Aszanga jógácsára hagyományát foglalja össze, illetve arra építkezik, főleg a meditációs gyakorlat és a mentális kultiváció (bhávaná) aspektusaira vonatkozóan. Az első kötetet lefordították klasszikus kínai nyelvre.

### Szövegmagyarázat a Madhjamálamkárához
(szanszkrit: Madhjamálamkára-pandzsika, wylie: dbu ma rgyan gyi dka' 'grel)

Szövegmagyarázat a nehéz pontokhoz (szanszkrit: Madhjamálamkára-pandzsika, Wylie: dbu ma rgyan gyi dka' 'grel)

### A közép megvilágítása
A közép megvilágítása (szanszkrit: Madhjamálamkára, wylie: dbu ma snang ba)

## Bibliográfia
- The Tibetan Text of the Second Bhāvanākrama. Goshima Kiyotaka (1983)
- Kamalaśīla. Bhāvanākramaḥ: Tibetan version, Sanskrit restoration and Hindi translation. Central Inst. of Higher Tibetan studies (1997)
- Kamalaśīla. Bhāvanākrama of Kamalaśila: Transl. Into English by Parmananda Sharma. Aditya Prakashan (1997). ISBN 978-81-86471-15-9
- Kamalaśīla. The Stages of Meditation: Bhāvanākrama II. Middle volume. Deer Park Books (1998)
- Shūki Yoshimura. Tibetan Buddhistology: Introductory notes: Bhāvanākrama. Research Society for the Eastern Sacred Books, Ryukoku University (1953)
- Kamalaśīla. Kamalashila: The Stages of Meditation, Bhavanakrama II (online text). Dharma Teachings Project (2007)